# Deni Milošević
Deni Milošević (* 9. März 1995 in Breza) ist ein in belgisch-bosnisch-herzegowinischer Fußballspieler.

## Karriere

### Verein
Milošević emigrierte im Kindesalter mit seiner Familie nach Belgien und spielte hier in der Nachwuchsabteilung von Standard Lüttich. 2013 wurde er dann in den Profikader aufgenommen. Nachdem er in seinen ersten zwei Spielzeiten zur sporadischen Pflichtspieleinsätzen kam und darüber hinaus sich nicht etablieren konnte, wurde er für die Saison 2015/16 an den belgischen Erstligisten Waasland-Beveren ausgeliehen. Bei diesem Verein setzte er sich im Saisonverlauf als Stammspieler durch.
Zur Spielzeit 2016/17 wechselte er in die Türkei zum Süper-Lig-Verein Konyaspor und wurde 2017 türkischer Pokalsieger.
2021 zog es ihn zum Ligakonkurrenten Antalyaspor, der ihn ein Jahr später zum zweitklassigen Sakaryaspor verlieh.

### Nationalmannschaft
Milošević startete seine Nationalmannschaftskarriere im Herbst 2010 mit drei Einsätzen für die belgische U16-Nationalmannschaft und nahm mit den U17-Junioren an der U17-Europameisterschaft 2012 in Slowenien teil, durchlief bis zur U18-Nationalmannschaft Belgiens.
Nachdem er bis 2015 keine Berücksichtigung mehr seitens der belgischen Nationalmannschaften gefunden hatte, wechselte er den Fußballverband und debütierte im September 2015 für die bosnisch-herzegowinischen U21-Nationalmannschaft.
Nach seinen überzeugenden Leistungen bei Konyaspor in der Süper Lig, türkische höchste Spielklasse, im Jahr 2017 stand er im Sommer 2017 erstmals im Spielerkader der bosnisch-herzegowinischen A-Nationalmannschaft. Seine A-Länderspielpremiere bestritt Milošević im März 2018 im Ländertestspiel gegen Bulgarien, indem er eingewechselt wurde. In der Qualifikation zur UEFA Euro 2020 gab er im März 2019 sein A-Länderspieltordebüt gegen Armenien.

## Erfolge
- Konyaspor
  - Türkischer Pokalsieger: 2016/17[3]
  - Türkischer Supercup-Sieger: 2017[3]

- Bosnisch-herzegowinische Nationalmannschaft
  - Aufstieg in die Liga A der UEFA Nations League: 2018/19